# فرانك شابليفسكي
فرانك شابليفسكي (ولد في 20 مارس 1965 في هانوفر) هو شاعر وأديب ألماني.

## حياته
درس فرانك شابليفسكي الفن التشكيلي والأدب في أكاديمية الفن في دوسلدورف، وكذلك الرقص في معاهد مختلفة في ألمانيا وسويسرا وفرنسا. وقد ألف القصائد والمقالات حول الفن، التي نشرت في المختارات والمجلات الأدبية. وكان أول أعمال شابليفسكي هو مجموعته الشعرية "Suessholzk?pfe" في عام 1998. وتصدر كتبه من دار نشر رامبو Rimbaud Verlag. وهو يقيم حاليا في دوسلدورف.